# Trichomanes caliginum
Trichomanes caliginum là một loài thực vật có mạch trong họ Hymenophyllaceae. Loài này được Lellinger miêu tả khoa học đầu tiên năm 1994.